# Cestrum pittieri
Cestrum pittieri är en potatisväxtart som beskrevs av Francey. Cestrum pittieri ingår i släktet Cestrum och familjen potatisväxter. Inga underarter finns listade i Catalogue of Life.